# Patrick V. Dias
Patrick V. Dias (* 18. Mai 1934 in Raia) ist ein indischer Erziehungswissenschaftler.

## Leben
Nach den Promotionen zum Dr. theol. in Tübingen am 4. März 1968 und zum Dr. phil. in Freiburg im Breisgau 1979  war er an der Goethe-Universität von 1979 bis 2000 Inhaber des Lehrstuhls Bildung und internationale Entwicklungsprozesse in der „Dritten Welt“ (ehemals Pädagogik. Dritte Welt). Er war Gastprofessor an verschiedenen Universitäten in Afrika, Asien und Lateinamerika und Experte für die UNESCO für Erziehungspolitik und Hochschulwesen.